# Heinrich Sequenz
Heinrich Sequenz (* 13. Jänner 1895 in Wien, Österreich-Ungarn; † 11. Mai 1987 ebenda) war ein österreichischer Elektrotechniker und Rektor der TU Wien in der Zeit des Nationalsozialismus.

## Leben
Heinrich Sequenz entstammt einer Seidenzeugmacher-Familie. Er wollte Marineingenieur werden und begann im Herbst 1913 sein Studium an der Maschinenbauschule der Wiener Technischen Hochschule, an der Unterabteilung für Schiffbau und Schiffsmaschinenbau. Er wurde Mitglied der Burschenschaft Eisen Wien. 1914 meldete er sich freiwillig zur Akademischen Legion und besuchte die für die Freiwilligen errichtete Wiener Chargenschule. In Ostrowiec geriet er in russische Kriegsgefangenschaft, wurde im September 1915 nach Sibirien verlagert und Januar 1920 befreit. Im Herbst 1920 nahm er sein Maschinenbaustudium an der TH Wien wieder auf, wandte sich dann aber dem Studium der Elektrotechnik zu, das er 1924 beendete.
1928 veröffentlichte er in der Vereinszeitschrift „Elektrotechnik und Maschinenbau“ des Elektrotechnischen Vereins Wien (EVW) einen Artikel über die Messung des Widerstandes von Gleichstromankerwicklungen. Das brachte ihn in Verbindung mit dem langjährigen Schriftleiter Hofrat Alfred Grünhut (1871 – Feb. 1938) und er arbeitete darauf in der Schriftleitung dieser Zeitschrift mit.
1929 wurde er zum Lehrer an der Bundeslehranstalt für Maschinenbau und Elektrotechnik in Wien ernannt.
Er studierte Physik und Mathematik an der Wiener Universität und schrieb 1929 seine Dissertation. Bereits am 16. November 1931 trat er der NSDAP bei (Mitgliedsnummer 614.529), allerdings 1934 wieder aus. Nach einem Studienaufenthalt an der Technischen Hochschule in Aachen wurde er 1932 Privatdozent an der TH Wien.
Nach seinem Doktorat an der Technischen Hochschule in Karlsruhe (Wicklungen) wurde er 1937 an die Technische Hochschule in Stuttgart berufen.
Nach dem Anschluss Österreichs ans Reich am 13. März 1938 wurde er kommissarischer Leiter des Elektrotechnischen Vereins Wien (EVW). Grünhuts Tod im Februar machte es ihm unmöglich, diesem als Juden den Schreibtisch wegzunehmen. Kurz darauf wurden er und Leonhard Kneissler mit der Schriftleitung der EVW betraut. Er ließ sämtliche Akten und Unterlagen des Vereins vernichten, so dass für die Zeit vor 1938 keine Originalquellen außer der Vereinszeitschrift existieren.
1939 wurde er als Professor für Elektromaschinenbau an die TH Wien berufen. Dort amtierte er zwischen 1939 und 1942 als Nachfolger von Herbert Schober als lokaler Repräsentant des NS-Dozentenbundes, eine der einflussreichsten Positionen an der Hochschule. Am 1. Januar 1941 trat er erneut der NSDAP bei (Mitgliedsnummer 9.025.398). Im Dezember 1942 ernannte ihn das Reichswissenschaftsministerium zum Rektor der TH Wien. Mit seiner Antrittsrede, in der er die Eigenarten des „österreichischen Menschen“  herausstrich, sorgte er für Unruhe in NS-Kreisen.
Im August 1945 wurde ihm die Lehrbefugnis aberkannt und als letzter Rektor der TH Wien verhaftet. Bis 1947 blieb er in verschiedenen Gefängnissen und Anhaltelagern wie dem Lager Glasenbach inhaftiert.
1951 wurde er durch Bemühungen Kneisslers wieder als EVW Schriftleiter eingesetzt. 1952 wurde ihm die Lehrbefugnis wieder erteilt und 1954 war er wieder Ordinarius und Vorstand des Instituts für Elektrische Anlagen der TH Wien.
Als man in den 1960er Jahren mehrfach versuchte, ihn als wirkliches Mitglied der Österreichischen Akademie der Wissenschaften zu wählen, legte das Akademiemitglied Paul Funk, das seit 1945 an der TH Wien Professor für Mathematik war, beharrlich Eingaben und Bedenken dagegen ein.
Sequenz heiratete 1952 die Wiener Architektin Ilse Wildt (1912–2010). Er wurde am Wiener Zentralfriedhof bestattet.

## Ehrungen & Auszeichnungen
- 1954 Korrespondierendes Mitglied der Akademie der Wissenschaften in Wien
- 1966 Großes Silbernes Ehrenzeichen für Verdienste um die Republik Österreich (1952)
- 1967 Ehrensenator der Technischen Hochschule Wien
- 1970 Ehrenmedaille der Bundeshauptstadt Wien in Gold

## Veröffentlichungen
- Versuch einer allgemeinen Theorie der Gleichstrom-Ankerwicklungen;  Berlin, Springer, 1933
- Beiträge zur Gleichung der Hysterese-Schleife; In: Archiv f. Elektrotechnik, 1935
- Elektrische Maschinen; Wien, Springer, Erstauflage 1942, letzte Auflage 1971 (mit Theodor Bödefeld)
- Die Wicklungen elektrischer Maschinen, mehrere Bände, Wien, Springer, 1950 bis 1954.
- Der Geist der Technik : Reden und Vorträge bei der 150-Jahr-Feier der Technischen Hochschule in Wien, 8. bis 13. November 1965; Wien, Springer, 1966
- Jahrgang 1895. Mir zur Feier meines 75. Geburtstages; Wien, Becvar, 1970
- Herstellung der Wicklungen elektrischer Maschinen; Wien, Springer, 1973
- 100 Jahre Elektrotechnik in Österreich 1873–1973; Wien, Springer, 1973